# Mathilde Kristensen
Mathilde Kristensen (født 7. juni 1993 i Viborg, Danmark) er en dansk håndboldspiller, der spiller for Silkeborg-Voel KFUM som stregspiller. 
Hun startede karrieren i Viborg HK, hvor hun i 2011-12 sæsonen blev udlejet til Skive fH i 1. division. Her rykkede hun op Skive op i Damehåndboldligaen og skrev derefter permanent contract med klubben. I 2015 skrev hun kontrakt med Vipers Kristiansand i Norge. Her vandt hun det norske mesterskab to gange i 2018 og 2019. Hun håede også finalen i EHF-pokalen 2018 og opnåede en tredjeplads i EHF Champions League i 2019. I sommeren 2019 skrev hun kontrakt med Silkeborg-Voel KFUM. Hun har annonceret, at hun stopper karrieren efter 2024-25 sæsonen.